# پلیترونیک
پلیترونیک (انگلیسی: Playtronic) شرکت بازی ویدئویی برزیلی است، که در سال ۱۹۹۳ تأسیس شد.